# 義村朝義

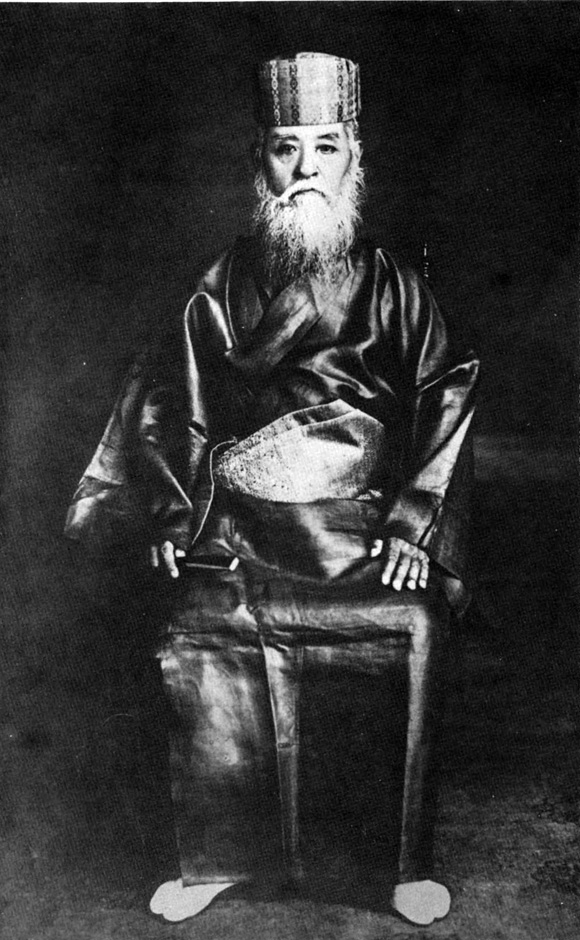
按司の正装をする義村朝義

義村 朝義（よしむら ちょうぎ、1866年（慶応2年）－1945年（昭和20年））は、琉球王国末期に生まれた琉球王族であり、義村御殿4世当主。書道や絵画をよくし、また、空手（唐手）家としても知られる。

## 生涯
義村朝義は、1866年（慶応2年）9月27日、義村御殿3世・義村按司朝明の次男として首里赤平村（現・那覇市首里赤平町）に生まれた。唐名は向明徳、号は仁斎もしくは得寿。童名は思亀（うみかめ）といった。義村御殿は、尚穆王の三男・義村王子朝宜を元祖とする琉球王族で、代々東風平間切（現・八重瀬町東風平地区）を領する大名家であった。父・朝明は頑固党（反日派）の中心人物で、1896年（明治29年）に琉球独立陳情のため清国へ長男・朝真とともに亡命した。朝義の母・真蒲戸は伊江御殿の伊江王子朝直の長女であった。また、朝義は本部御殿の本部朝基とはいとこだった。

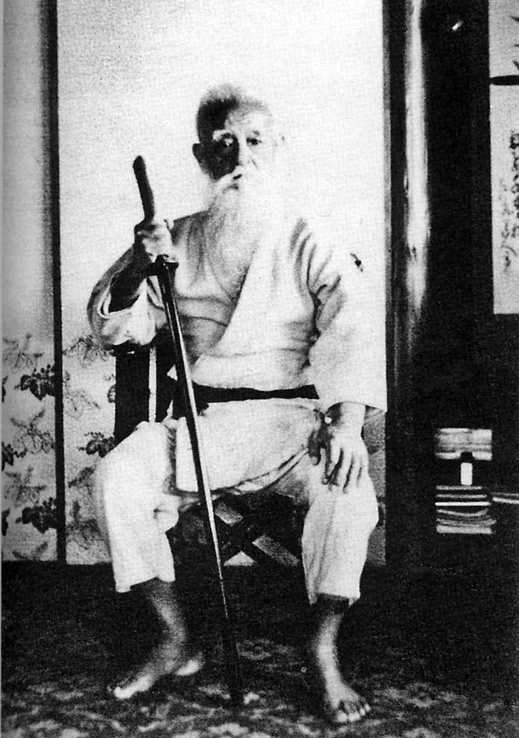
日本刀を手にする空手着姿の義村朝義

義村朝義は、「『権門の次男坊』として、広大な御殿の中に育ち、多くの奉公人にかしずかれて、気随気ままにふるまっていた」が、11、2歳の頃より空手を習うようになった。最初の師匠は、義村御殿の総聞（会計・事務職）だった老人某で、ナイファンチとパッサイを教わった。17、8歳の頃からは、兄・朝真とともに首里手の松村宗棍に師事して五十四歩とクーサンクーの型、さらに棒術と剣術を教わった。
22、3歳の頃からは、那覇手の東恩納寛量にも師事した。当初、首里から月三回ほど通い、後には首里の邸宅へ出張してもらい、「サンシン」（ママ）とペッチウリンを習得した。ほかにも10歳の頃より馬術を習い、19歳から23歳まで有名な馬術の師匠・真喜屋に師事した。屋敷内に木馬があり、まずそれで型を一通り稽古したあと、識名の馬場で実習したという。
父、兄が亡命したため、朝義は1897年（明治30年）、家督を継ぎ義村御殿の当主となった。その後、父・朝明は1898年（明治31年）に、兄・朝真は1906年（明治39年）に福州で客死している。朝義は家督を継いだ直後の1898年（明治31年）、父亡命のため明治政府から家禄の支給を停止された。このためか、同年から中国茶を輸入する茶商の商売を始め、1904年（明治37年）にはパナマ帽子製造の会社を設立するなど、事業を拡大して一時は隆盛を誇ったが、次第に行き詰まるようになった。晩年には、東京や大阪に住まいを移し、書画や空手、三味線などを満喫する文人生活を送った。1945年（昭和20年）3月14日、大阪空襲に遭い死去。享年80。1979年（昭和54年）、遺族から朝義作の書画約50点が沖縄県立博物館に寄贈されたのを機会に、1981年（昭和56年）に同博物館にて「義村朝義展」が開催された。